# Hendea nelsonensis
Hendea nelsonensis is een hooiwagen uit de familie Triaenonychidae.